# Potentilla verna
Espèce
Classification phylogénétique
Statut de conservation UICN

 LC  : Préoccupation mineure
Potentilla verna, la potentille printanière, est une espèce de plantes à fleurs de la famille des Rosaceae.

## Description

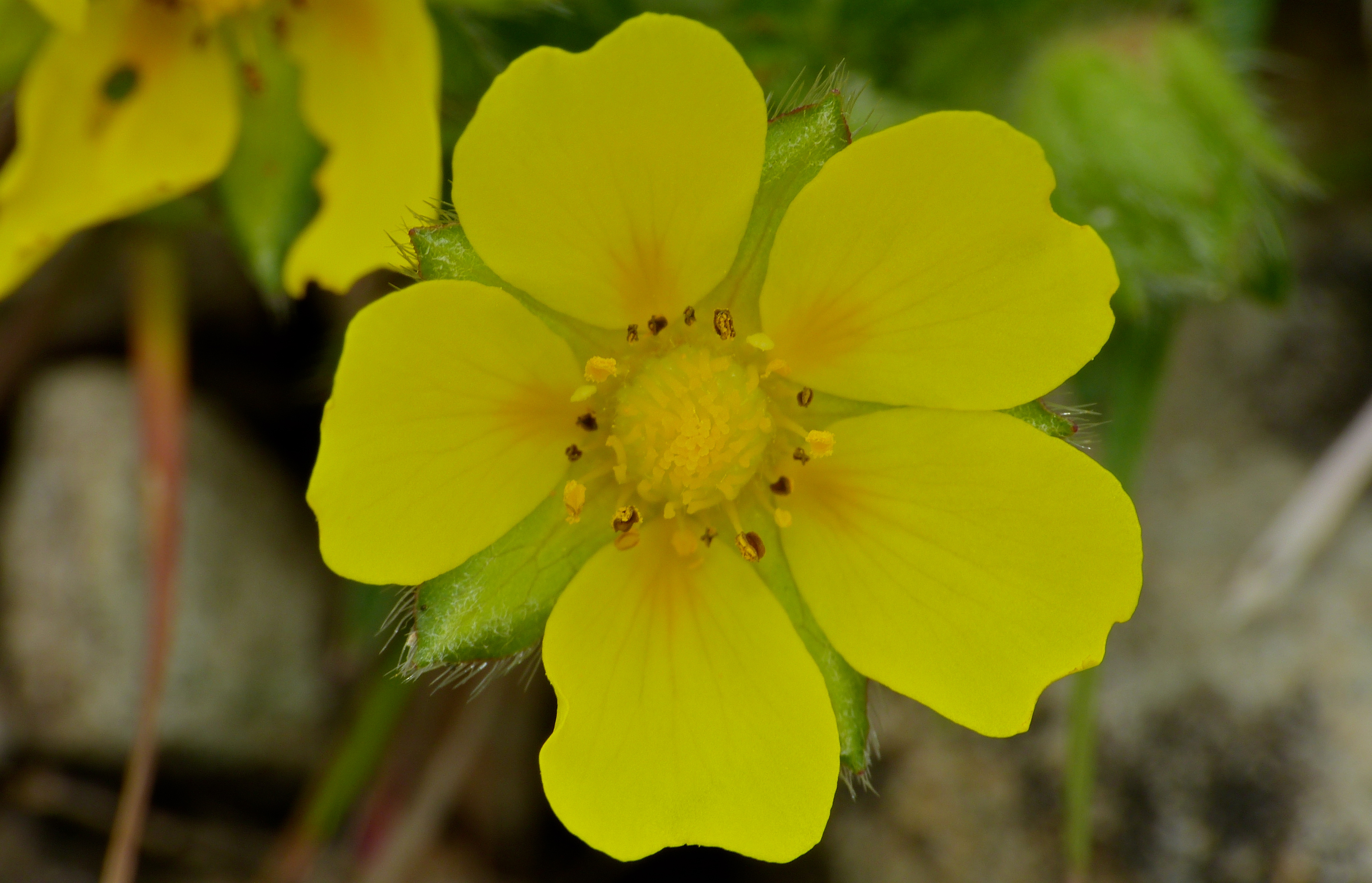
Détail de la fleur.

C'est une plante herbacée vivace.

## Dénominations

### Taxinomie et nomenclature
Le nom Potentilla verna a été conservé sur proposition de Jiří Soják en 2009 et validé par le Congrès international de botanique en 2011.

### Synonymes
- Potentilla tabernaemontani Asch.
- Potentilla verna L. ssp. saxatilis (Boulay) Nyman
- Potentilla neumanniana Rchb.

## Espèce proche
Selon info flora, le Centre national de données et d'informations sur la flore de Suisse, Potentilla pusilla Host, appelée petite potentille, est considérée comme espèce très proche de la potentille printanière.

## Statut de protection
En France, l'espèce est protégée dans le Nord-Pas-de-Calais. Elle figure sur la liste rouge des plantes régionale.